# Campeonato Alemán de Fútbol 1935

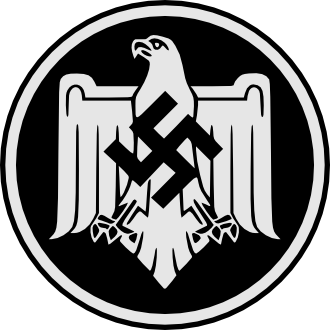
campeonato alemán de futbol de 1935

El Campeonato Alemán de Fútbol 1935 fue la 28.ª edición de la máxima competición futbolística de Alemania.

## Fase de grupos

### Grupo A
|   | Clasificación           | Pts | PJ | PG | PE | PP | GF | GC |
| - | ----------------------- | --- | -- | -- | -- | -- | -- | -- |
| 1 | PSV Chemnitz            | 10  | 6  | 5  | 0  | 1  | 22 | 7  |
| 2 | Hertha BSC              | 8   | 6  | 4  | 0  | 2  | 22 | 8  |
| 3 | Vorwärts RaSpo Gleiwitz | 5   | 6  | 2  | 1  | 3  | 9  | 11 |
| 4 | Yorck Boyen Insterburg  | 1   | 6  | 0  | 1  | 5  | 8  | 35 |

### Grupo B
|   | Clasificación   | Pts | PJ | PG | PE | PP | GF | GC |
| - | --------------- | --- | -- | -- | -- | -- | -- | -- |
| 1 | FC Schalke 04   | 10  | 6  | 5  | 0  | 1  | 27 | 6  |
| 2 | Hannover 96     | 8   | 6  | 4  | 0  | 2  | 24 | 12 |
| 3 | Eimsbütteler TV | 5   | 6  | 2  | 1  | 3  | 11 | 20 |
| 4 | Stettiner SC    | 1   | 6  | 0  | 1  | 5  | 5  | 29 |

### Grupo C
|   | Clasificación     | Pts | PJ | PG | PE | PP | GF | GC |
| - | ----------------- | --- | -- | -- | -- | -- | -- | -- |
| 1 | VfL Benrath       | 11  | 6  | 5  | 1  | 0  | 17 | 5  |
| 2 | SV Phönix 03      | 9   | 6  | 4  | 1  | 1  | 19 | 3  |
| 3 | VfR Mannheim      | 2   | 6  | 1  | 0  | 5  | 9  | 21 |
| 4 | SCB Viktoria Köln | 2   | 6  | 1  | 0  | 5  | 6  | 22 |

### Grupo D
|   | Clasificación | Pts | PJ | PG | PE | PP | GF | GC |
| - | ------------- | --- | -- | -- | -- | -- | -- | -- |
| 1 | VfB Stuttgart | 8   | 6  | 4  | 0  | 2  | 13 | 11 |
| 2 | SpVgg Fürth   | 6   | 6  | 3  | 0  | 3  | 11 | 9  |
| 3 | FC Hanau 93   | 6   | 6  | 3  | 0  | 3  | 8  | 8  |
| 4 | 1. SV Jena    | 4   | 6  | 2  | 0  | 4  | 5  | 9  |

## Fase final

### Semifinales
| VfB Stuttgart | 4 – 2 | VfL Benrath |

| FC Schalke 04 | 3 – 2 | PSV Chemnitz |

### Final
| FC Schalke 04 | 6 – 4 | VfB Stuttgart |

|                              |
| Campeón Schalke 04 2° título |